# Museo Nacional de Estonia

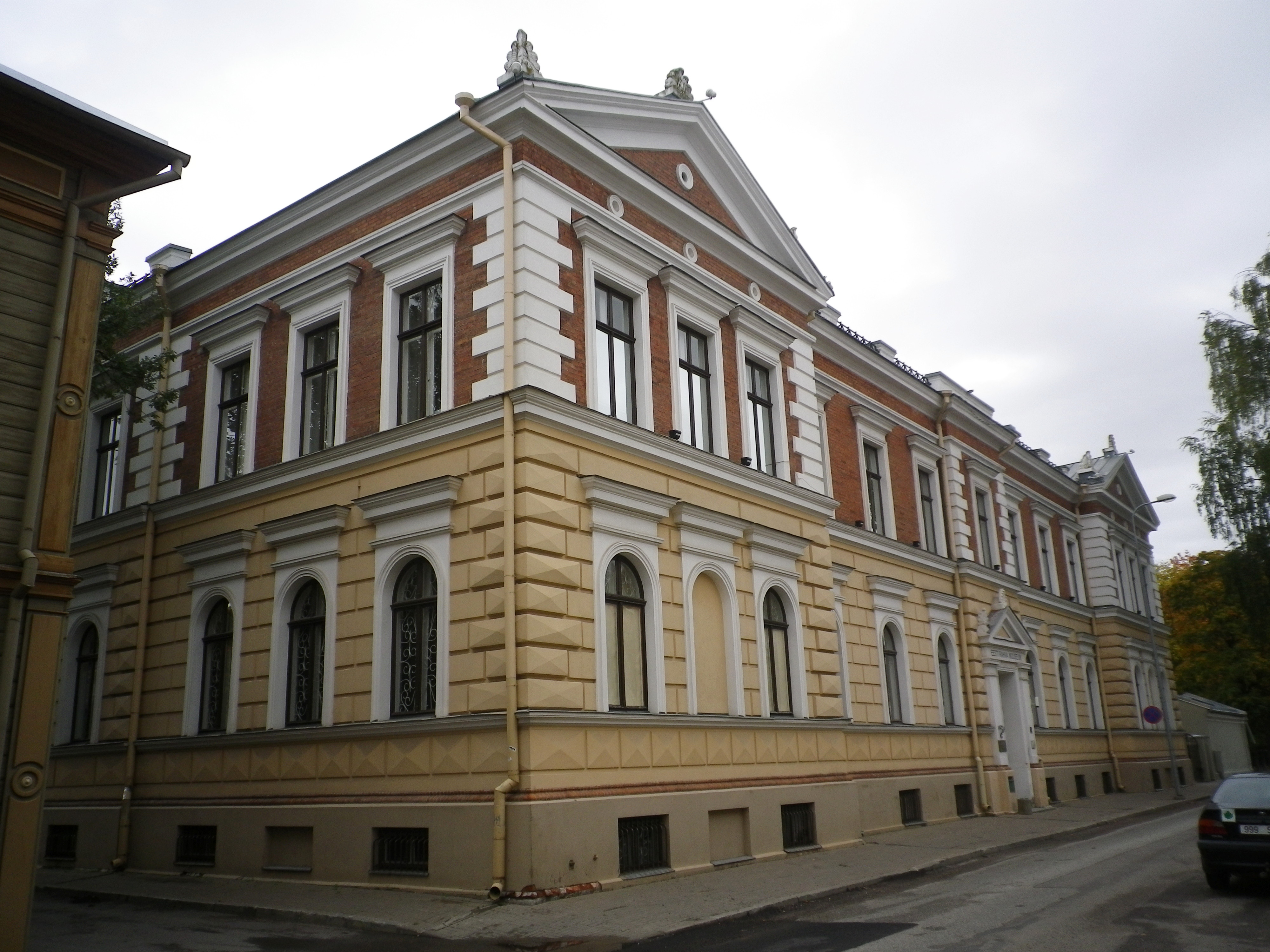
El edificio principal del antiguo museo en la calle Veski, 32, Tartu (a partir de 1945)

El Museo Nacional de Estonia (en estonio: Eesti Rahva Muuseum) fue fundado en el año 1909 en Tartu y es un museo dedicado al patrimonio folclórico de Jakob Hurt, a la etnografía, y al arte popular de Estonia. Los primeros objetos para el museo fueron originalmente recolectados en la última parte del siglo XIX.
El museo sigue la historia, la vida, y las tradiciones del pueblo de Estonia; presenta la cultura y la historia de otros pueblos ugrofineses y de las minorías en Estonia. Cuenta con una exposición global de los trajes tradicionales nacionales estonios de todas las regiones. Una colección de jarras de cerveza talladas en madera ilustra los festejos y las fiestas campesinas tradicionales. La exposición incluye una variedad de otras artesanías, desde alfombras tejidas a mano hasta manteles de lino. El museo recopila más de un millón de objetos, incluidos artículos, fotografías, dibujos, materiales de archivo y películas. En el museo están representados todos los trajes nacionales estonios.

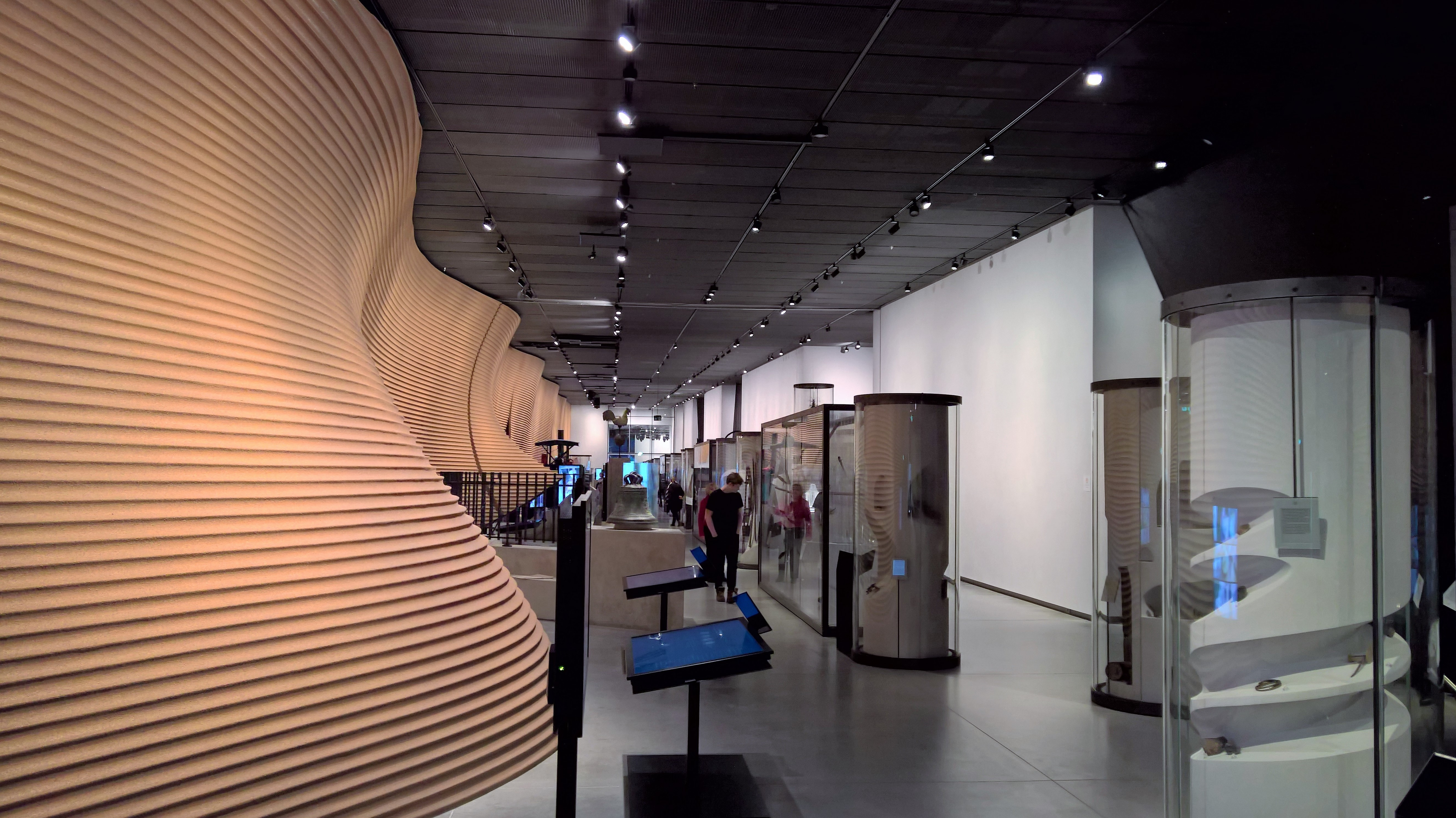
Interior del nuevo museo

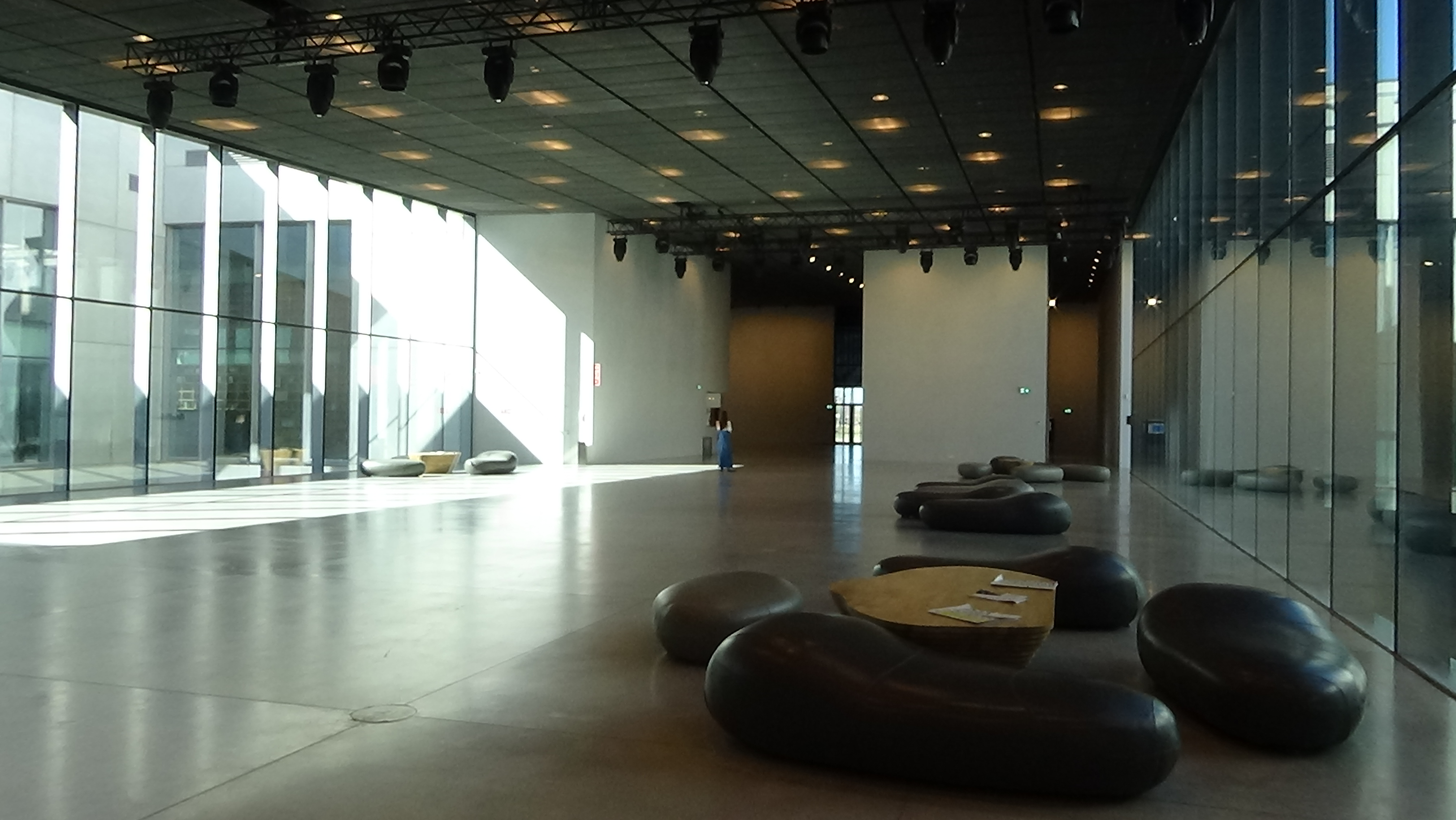
Interior del nuevo museo

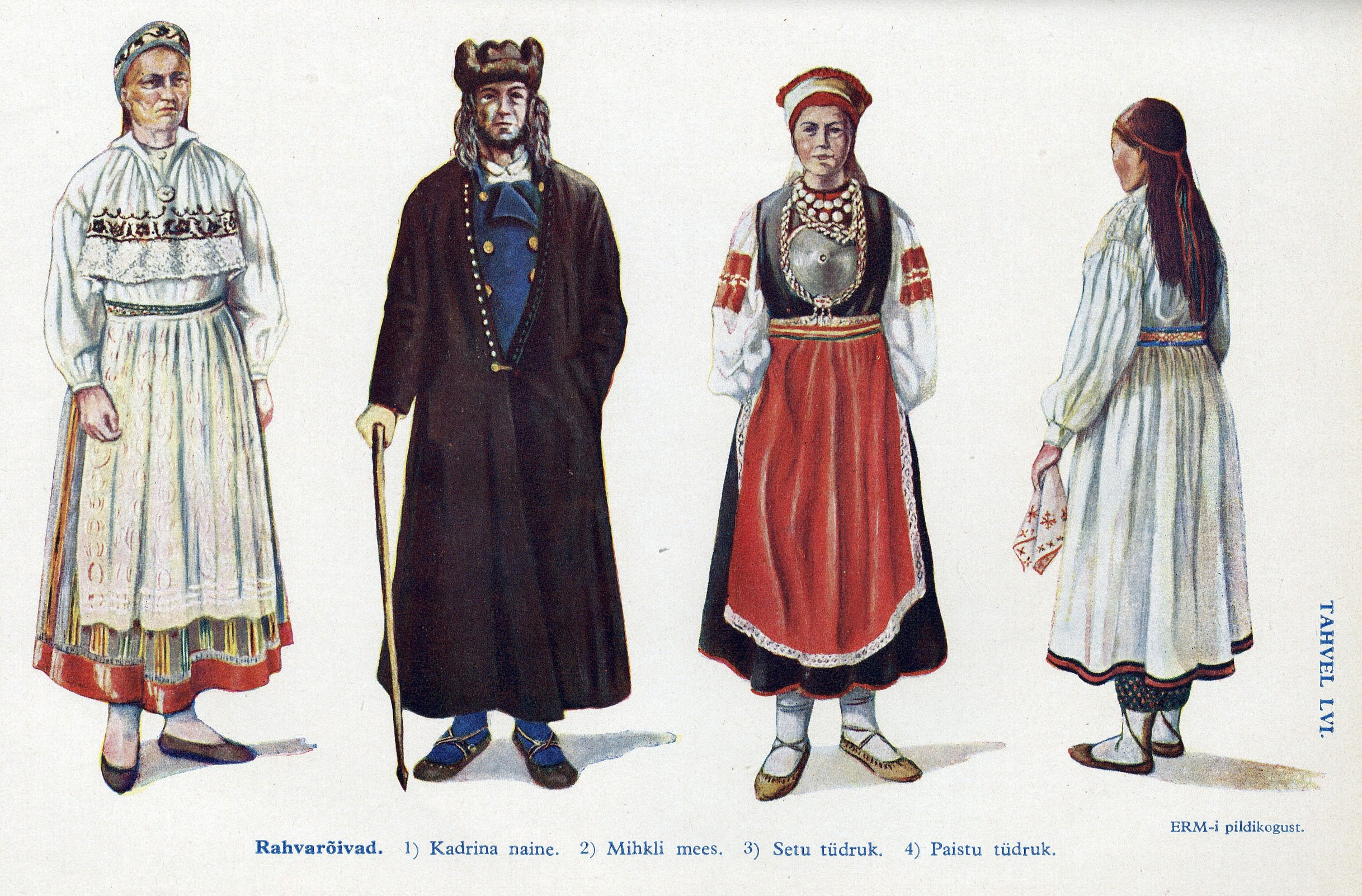
Estonian national costumes:
1. Kadrina 2. Mihkli 3.Seto 4. Paistu

El nuevo Museo Nacional de Estonia se encuentra en el territorio de Raadi, en el centro de la ciudad y ocupa unas 100 hectáreas. Se construyó en el lugar que, antes de su destrucción por los bombardeos durante la Segunda Guerra Mundial, pertenecían a la mansión de Raadi, propiedad de la familia von Liphart, aristócratas germano-bálticos y que originalmente ya había albergado el Museo Nacional de Estonia en sus primeros años.

## Historia
El museo fue establecido en 1909 en Tartu para preservar, exhibir y explorar el patrimonio espiritual y material de Estonia. Uno de los fundadores del museo fue Oskar Kallas.  Después de la fundación, el Museo Nacional de Estonia, que se encontraba temporalmente en la calle Gildi, se mudó a Raad, anteriormente el Liphartite, en el edificio principal de Raadi Manoren 1922. En 1923 se inauguró allí la primera exposición permanente. El director era el etnógrafo finlandés Ilmari Manninen.  Manninen había estado trabajando para la Universidad de Tartu desde 1919. Raadi Manor había sido la  casa familiar de una familia de coleccionistas de arte como Karl Eduard y su hijo Ernst Friedrich von Liphart. Se habían mudado allí en 1860, pero sus colecciones se mantuvieron aunque las partes más valiosas se vendieron a partir de 1920. Aunque eran amantes del arte, los estonios locales no consideraban bien a los Lipharts, que eran vistos en ese momento como alemanes bálticos «revueltos culturalmente».
En 1944, las casas señoriales de Raadi fueron dañadas por los incendios causados por la  ofensiva de Tartu durante la Segunda Guerra Mundial. La zona quedó a disposición del ejército soviético hasta el final de la ocupación soviética. Después de esto, el aeródromo dominó no solo el museo sino toda la ciudad. El aeródromo se convirtió en una base secreta de bombarderos soviéticos y no había espacio para la colección del museo.
El museo se trasladó al antiguo edificio del tribunal de Justicia (ver el edificio principal del Museo Nacional de Estonia) en la calle Veski. Se creó una biblioteca de archivos en el museo, que, desde 1940, fue al Museo Literario Nacional (ahora el Museo Literario de Estonia). El Museo Nacional de Estonia pasó a llamarse Museo Nacional de Etnografía de la RSS de Estonia.  Durante este tiempo la cultura de Tartu permaneció oculta. Las colecciones del museo estaban ubicadas en diferentes edificios en la ciudad de Tartu, por ejemplo, los depósitos del museo fueron la Iglesia de San Pablo en la calle Riga y a la Iglesia de San Alejandro en la calle Sõbra. La base aérea implicaba que a los extranjeros no se les permitía visitar la ciudad.
El 17 de abril de 1988, durante las Jornadas del Patrimonio de Tartu, Raadi realizó el lanzamiento de la restauración del Museo Nacional de Estonia con un recorrido multitudinario por la Mansión Raadi, que más tarde se convirtió en una manifestación. Dado que el área de Raad era parte de la Unión Soviética, soldados armados vigilaban las actividades de los atrevidos. El comandante de las fuerzas armadas, Džohhar Dudaev, prohibió disparar a la gente.
En 2000, Raid comenzó a construir complejos de almacenamiento, que se completaron en 2004. El nombre del Museo Nacional de Estonia fue recuperado en 1988. En 1993, se realizó un primer concurso para el proyecto del nuevo Museo Nacional de Estonia, ubicado en Toomemäe, en el barrio del Nuevo Museo Anatómico en el centro de Tartu. El proyecto no se realizó. En 1994, la sala de exposiciones del Museo Nacional de Estonia y la segunda exposición permanente "Estonia, tierra, nación, cultura" se abrieron en el antiguo edificio del Club de Ferrocarriles de Tartu. Se fundó la Sociedad de Amigos del Museo Nacional de Estonia, que cuenta con más de 1000 miembros de Estonia y del extranjero.
En 2005, el Ministerio de Cultura de Estonia y la Unión de Arquitectos de Estonia anunciaron conjuntamente con el museo un concurso internacional para un nuevo edificio del Museo Nacional de Estonia. El concurso fue ganado por una colaboración internacional de arquitectos con el lema Memory Field: Dan Dorell (París, Francia), Lina Ghotmeh (París, Francia) y Tsuyoshi Tane (Londres, UK). El diseño del edificio incorpora la historia del sitio, incluida la propia granja, la memoria de la guerra y del aeródromo.
La gran inauguración tuvo lugar el 29 de septiembre de 2016 y abrió oficialmente sus puertas al público el 1 de octubre de 2016.  El nuevo edificio de una única planta, tiene 355 m de longitud y 71 m  de ancho, para un área de 34 000 m². Alberga el museo, con 6000 m² dedicados a espacios de exposición,  y un auditorio, un restaurante, una cafetería, un centro educativo compuesto por diez aulas, una biblioteca, un laboratorio de investigación, un depósito de archivos y oficinas, haciendo del museo una institución cultural polivalente. Arquitectónicamente, el edificio de vidrio y hormigón simboliza el despegue del país por su cubierta que se alza gradualmente del suelo y se extiende hacia un espacio infinito. El punto más alto está a 14 m del suelo.